# چانگ هان-جائه
چانگ هان-جائه (به کره‌ای: 정한재،  زادهٔ ۲۸ سپتامبر ۱۹۹۵) یک کشتی‌گیر فرنگی‌کار اهل کشور کره جنوبی است.
از افتخارات وی می‌توان به کسب مدال برنز بازی‌های آسیایی ۲۰۲۲ اشاره کرد.